# Joe Corvo
Pour les articles homonymes, voir Corvo.
Joseph Corvo (né le 20 juin 1977 à Oak Park, Illinois aux États-Unis) est un joueur professionnel américain de hockey sur glace.

## Carrière
Après trois saisons avec les Broncos de Western Michigan, il se rejoint en 1998-1999 les Falcons de Springfield de la Ligue américaine de hockey. Ne parvenant pas à s'entendre avec les Kings de Los Angeles, il rate la saison suivante mais signe un contrat à temps pour la saison 2000-2001.
Il revient donc en 2000 où il connait une bonne saison. Il augmente son jeu d'un cran la saison suivante, récoltant 50 points. Il atteint finalement la Ligue nationale de hockey en 2002-2003 où il joue une cinquantaine de parties avec les Kings.
À partir de cette saison, il devient un joueur régulier de la LNH, évoluant avec les Hurricanes de la Caroline après un bref passage dans la capitale canadienne avec les Sénateurs d'Ottawa. Avec le club canadien, il participe à sa première finale de la Coupe Stanley sans toutefois mettre la main sur le précieux trophée.
Il joue ensuite pour les Bruins de Boston après avoir perdu Tomas Kaberle. Après un bref passage à Boston, il signe avec les Hurricanes de la Caroline en tant qu'agent libre. Le 8 juillet 2013, il signe avec les Sénateurs d'Ottawa, toujours en tant que joueur libre.

## Statistiques

### En club
| Saison     | Équipe                      | Ligue      |     | Saison régulière | Saison régulière | Saison régulière | Saison régulière | Saison régulière |   | Séries éliminatoires | Séries éliminatoires | Séries éliminatoires | Séries éliminatoires | Séries éliminatoires |
| Saison     | Équipe                      | Ligue      | PJ  | B                | A                | Pts              | Pun              | PJ               | B | A                    | Pts                  | Pun                  |                      |                      |
| 1994-1995  | Lancers d'Omaha             | USHL       | 40  | 4                | 9                | 13               | 12               | -                | - | -                    | -                    | -                    |                      |                      |
| 1995-1996  | Broncos de Western Michigan | NCAA       | 41  | 5                | 25               | 30               | 38               | -                | - | -                    | -                    | -                    |                      |                      |
| 1996-1997  | Broncos de Western Michigan | NCAA       | 32  | 12               | 21               | 33               | 85               | -                | - | -                    | -                    | -                    |                      |                      |
| 1997-1998  | Broncos de Western Michigan | NCAA       | 32  | 5                | 12               | 17               | 93               | -                | - | -                    | -                    | -                    |                      |                      |
| 1998-1999  | Admirals de Hampton Roads   | ECHL       | 5   | 0                | 0                | 0                | 15               | 4                | 0 | 1                    | 1                    | 0                    |                      |                      |
| 1998-1999  | Falcons de Springfield      | LAH        | 50  | 5                | 15               | 20               | 32               | -                | - | -                    | -                    | -                    |                      |                      |
| 2000-2001  | Lock Monsters de Lowell     | LAH        | 77  | 10               | 23               | 33               | 31               | 4                | 3 | 1                    | 4                    | 0                    |                      |                      |
| 2001-2002  | Monarchs de Manchester      | LAH        | 80  | 13               | 37               | 50               | 30               | 5                | 0 | 5                    | 5                    | 0                    |                      |                      |
| 2002-2003  | Monarchs de Manchester      | LAH        | 26  | 8                | 18               | 26               | 8                | 3                | 0 | 0                    | 0                    | 0                    |                      |                      |
| 2002-2003  | Kings de Los Angeles        | LNH        | 50  | 5                | 7                | 12               | 14               | -                | - | -                    | -                    | -                    |                      |                      |
| 2003-2004  | Kings de Los Angeles        | LNH        | 72  | 8                | 17               | 25               | 36               | -                | - | -                    | -                    | -                    |                      |                      |
| 2004-2005  | Wolves de Chicago           | LAH        | 23  | 7                | 7                | 14               | 14               | 18               | 4 | 5                    | 9                    | 12                   |                      |                      |
| 2005-2006  | Kings de Los Angeles        | LNH        | 81  | 14               | 26               | 40               | 38               | -                | - | -                    | -                    | -                    |                      |                      |
| 2006-2007  | Sénateurs d'Ottawa          | LNH        | 76  | 8                | 29               | 37               | 42               | 20               | 2 | 7                    | 9                    | 6                    |                      |                      |
| 2007-2008  | Sénateurs d'Ottawa          | LNH        | 51  | 6                | 21               | 27               | 18               | -                | - | -                    | -                    | -                    |                      |                      |
| 2007-2008  | Hurricanes de la Caroline   | LNH        | 23  | 7                | 14               | 21               | 8                | -                | - | -                    | -                    | -                    |                      |                      |
| 2008-2009  | Hurricanes de la Caroline   | LNH        | 81  | 14               | 24               | 38               | 18               | 18               | 2 | 5                    | 7                    | 4                    |                      |                      |
| 2009-2010  | Hurricanes de la Caroline   | LNH        | 34  | 4                | 8                | 12               | 10               | -                | - | -                    | -                    | -                    |                      |                      |
| 2009-2010  | Capitals de Washington      | LNH        | 18  | 2                | 4                | 6                | 2                | 7                | 1 | 1                    | 2                    | 4                    |                      |                      |
| 2010-2011  | Hurricanes de la Caroline   | LNH        | 82  | 11               | 29               | 40               | 18               | -                | - | -                    | -                    | -                    |                      |                      |
| 2011-2012  | Bruins de Boston            | LNH        | 75  | 4                | 21               | 25               | 13               | 5                | 0 | 0                    | 0                    | 0                    |                      |                      |
| 2012-2013  | Hurricanes de la Caroline   | LNH        | 40  | 6                | 11               | 17               | 14               | -                | - | -                    | -                    | -                    |                      |                      |
| 2013-2014  | Sénateurs d'Ottawa          | LNH        | 25  | 3                | 7                | 10               | 10               | -                | - | -                    | -                    | -                    |                      |                      |
| 2013-2014  | Wolves de Chicago           | LAH        | 10  | 1                | 4                | 5                | 0                | 9                | 0 | 4                    | 4                    | 9                    |                      |                      |
| Totaux LNH | Totaux LNH                  | Totaux LNH | 708 | 92               | 218              | 310              | 241              | 50               | 5 | 13                   | 18                   | 14                   |                      |                      |

### En équipe nationale
| Année | Équipe     | Compétition                 |   | PJ | B | A | Pts | Pun               |  | Résultats |
| 1997  | États-Unis | Championnat du monde junior | 6 | 1  | 1 | 2 | 0   | Médaille d'argent |  |           |
| 2003  | États-Unis | Championnat du monde        | 6 | 0  | 1 | 1 | 2   | 13e position      |  |           |
| 2006  | États-Unis | Championnat du monde        | 7 | 0  | 0 | 0 | 0   | 7e position       |  |           |

## Trophées et honneurs personnels
- Central Collegiate Hockey Association
  - 1996 : nommé dans l'équipe d'étoiles des recrues
  - 1997 : nommé dans la 2e équipe d'étoiles
- Championnat du monde junior
  - 1997 : nommé meilleur défenseur du tournoi

## Transactions
- 1er juillet 2006 : signe un contrat comme agent libre avec les Sénateurs d'Ottawa.
- 11 février 2008 : échangé aux Hurricanes de la Caroline par les Sénateurs d'Ottawa avec Patrick Eaves en retour de Mike Commodore et de Cory Stillman.
- 3 mars 2010 : échangé aux Capitals de Washington par les Hurricanes de la Caroline en retour d'Oskar Osala et de Brian Pothier.